# Fantasy (Mariah Carey-dal)
A Fantasy Mariah Carey amerikai énekesnő első kislemeze hatodik, Daydream című albumáról. A dalt Carey és Dave Hall írták, és részleteket használ fel a Tom Tom Club 1982-ben megjelent Genius of Love című számából, melyet Tina Weymouth, Chris Frantz, Steven Stanley és Adrian Belew írt. A Fantasy a mai napig Carey egyik legnépszerűbb dala. Egyik remixében Ol’ Dirty Bastard rappel; a remix nagyban hozzájárult ahhoz, hogy népszerűvé váltak a rapbetétek a dalokban. A dalt 1996-ban Grammy-díjra jelölték.

## Fogadtatása
A Fantasy Carey egyik legnagyobb slágere lett. A Billboard Hot 100 slágerlistán ez lett a 9. listavezető száma. Ez volt a második dal, amely Amerikában a slágerlista első helyén debütált (Michael Jackson You Are Not Alone című dala után). Nyolc hétig vezette a slágerlistát – 1995. szeptember 24. és november 18. között –, és az 1993-as Dreamlover mellett ez volt Careynek a másik legtovább listavezető száma. Whitney Houston Exhale (Shoop Shoop) című száma taszította le az első helyről novemberben.
A Fantasy huszonhárom hetet töltött a Top 40-ben, és a többi Billboard-listán is nagy sikert aratott, köztük az r&b- és a tánczene-listát. Ez volt Mariah Carey első kislemeze, ami kétszeres platinalemez minősítést kapott. Az 1995-ös év végi összesített listán a 7., az 1996-oson a 49. lett.
A kislemez külföldön is nagy sikert aratott: Kanadában és Ausztráliában is vezette a slágerlistát, az Egyesült Királyságban pedig a Top 5-be került. Kanadában tizenkét hétig vezette a slágerlistát, ami Puff Daddy és Faith Evans 1997-es I’ll Be Missing You című daláig a leghosszabb időszak volt, amit egy dal az első helyen töltött, és a Fantasyn kívül addig csak hat másik kislemez érte el. A Fantasy több európai országban bekerült a Top 10-be, Japánban pedig a Top 20-ba.

## Videóklip és remixek
A dal videóklipje Carey első olyan klipje volt, amit saját maga rendezett. A klip a New York állambeli Playland vidámparkban játszódik, Carey görkorcsolyázik és hullámvasúton utazik benne, este pedig hiphoptáncosokkal táncol. A klipben megjelenik egy túlsúlyos fekete kislány, aki Carey 2005-ben megjelent Shake It Off című számának klipjében is szerepel.
Carey Sean Combs (Puff Daddy) közreműködésével készítette el a dal Bad Boy remixét. A remix jobban hasonlít az eredeti, Genius of Love című felvételre. Ol’ Dirty Bastard (ODB) rappel benne. A remixhez készült videóklip az eredeti klip részletei mellett ODB-t is mutatja. A Fantasynek ez a remixe Carey egyik legfontosabb hozzájárulása a popkultúrához, gyakran nevezik az első igazi pop/hiphop együttműködésnek, és ez ihlette azt a divatot, amely napjainkban is tart.
A dal club mixeit David Morales készítette, és Carey újraénekelte hozzá a vokálokat. Az egyik remix elnyerte a Winter Music Conference National Dance Award díja az év táncdalfelvétele kategóriában.

### Hivatalos remixek
- Fantasy (Bad Boy Fantasy)
- Fantasy (Bad Boy Mix)
- Fantasy (Bad Boy with O.D.B.)
- Fantasy (Def Club Mix)
- Fantasy (Def Drums Mix)
- Fantasy (MC Mix)
- Fantasy (Puffy's Club Mix)
- Fantasy (Puffy's Mix)
- Fantasy (Radio Mix)
- Fantasy (Sweet Dub Mix)
- Fantasy (The Boss Mix)

## Változatok
| USA maxi kislemez (CD, kazetta) Brit maxi kislemez 1 (CD) 1. Fantasy (Album version) 2. Fantasy (Bad Boy Fantasy) 3. Fantasy (Bad Boy with O.D.B.) 4. Fantasy (Bad Boy Mix) 5. Fantasy (Def Club Mix) Brit maxi kislemez 2 (CD) 1. Fantasy (MC Mix) 2. Fantasy (Puffy's Mix) 3. Fantasy (Puffy's Club Mix) 4. Fantasy (The Boss Mix) 5. Fantasy (Sweet Dub Mix) | USA 12" maxi kislemez 1. Fantasy (Def Club Mix) 2. Fantasy (MC Mix) 3. Fantasy (Puffy's Mix) 4. Fantasy (Bad Boy with O.D.B.) 5. Fantasy (Album version) 6. Fantasy (The Boss Mix) 7. Fantasy (Sweet Dub Mix) 8. Fantasy (Puffy's Club Mix) 9. Fantasy (Bad Boy Mix) |

## Helyezések
| Slágerlista (1995)                             | Legmagasabb helyezés | Hányadik listavezető |
| ---------------------------------------------- | -------------------- | -------------------- |
| USA Billboard Hot 100                          | 1 (8 hétig)          | 9.                   |
| USA Billboard Hot R&B/Hip-Hop Singles & Tracks | 1 (6 hétig)          | 4.                   |
| USA Billboard Hot Dance Music/Club Play        | 1 (3 hétig)          | 5.                   |
| USA Billboard Mainstream Top 40                | 1 (6 hétig)          | 3.                   |
| USA Billboard Rhythmic Top 40                  | 1 (11 hétig)         | 2.                   |
| USA Billboard Adult Top 40                     | 22                   | –                    |
| USA Billboard Adult Contemporary               | 8                    | –                    |
| USA ARC Weekly Top 40                          | 1 (6 hétig)          | 12.                  |
| Ausztrál ARIA kislemezlista                    | 1 (1 hétig)          | 1.                   |
| Brit kislemezlista                             | 4                    | –                    |
| Finn kislemezlista                             | 2                    | –                    |
| Francia Top 100                                | 5                    | –                    |
| Izraeli kislemezlista                          | 2                    |                      |
| Japán Oricon kislemezlista                     | 18                   | –                    |
| Kanadai kislemezlista                          | 1 (12 hétig)         | 5.                   |
| Német kislemezlista                            | 17                   | –                    |
| Norvég Top 20                                  | 10                   | –                    |
| Olasz Top 50                                   | 9                    | –                    |
| Svájci Top 100                                 | 10                   | –                    |